# Гранвиль
Гранви́ль (фр. Granville, норманд. Graunville) — коммуна на северо-западе Франции, находится в регионе Нормандия, департамент Манш, округ Авранш, центр одноименного кантона. Расположена в 49 км к юго-западу от Сен-Ло и в 91 км к югу от Шербур-ан-Котантена. Морской и климатический курорт на берегу залива Мон-Сен-Мишель на западном побережье полуострова Котантен. Гранвиль известен с XI века. Бывший военный и каперский порт, сейчас — один из крупнейших портов промысла створчатых моллюсков во Франции. В центре города находится железнодорожная станция Гранвиль ― конечная линии Аржантан-Гранвиль.
Старый город, вознесённый на мысе над гаванью, окружён стенами XV века. Ведёт на него старинный подъёмный мост. Нижний город, возведённый на намытых землях и пересечённый бульварами, славится своими пляжами. Благодаря расположению на скалистом отроге Гранвиль иногда называют «Северным Монако». В XIX веке Гранвиль стал морским курортом с собственным полем для гольфа и ипподромом. Гранвиль является родиной славной семьи Диор; в родном доме Кристиана Диора действует музей.
Гранвиль одна из немногих коммун Франции, в составе которой есть островная территория, острова Шозе, на одном из которых сохранилась крепость Второй империи, отреставрированная купившим её промышленником Луи Рено.
Население (2018) — 12 567 человек.

## Климат
В Гранвиле морской климат, поскольку город расположен на побережье пролива Ла-Манш. Но из-за того, что город находится в глубине залива Мон-Сен-Мишель, он относительно хорошо защищён от ветров и ураганов и показатели температуры здесь сравнительно мягкие. Максимальная номинальная температура июля-августа составляет 21 °C, а минимальная температура января-февраля 3 °C. В 2006 году французский журнал Le Nouvel Observateur назвал Гранвиль «самым отвратительным морским курортом» из-за малого количества солнечных дней.
В ходе урагана 1987 года порывы ветра достигали 220 км/ч, что является абсолютным рекордом для города.

## История

### Возникновение поселения
Согласно легенде о заливе Мон-Сен-Мишель, Гранвиль был связан с островом Шозе лесом Скисси, который исчез в 709 году. После этого Гранвиль стал прибрежным городом под названием «Roque de Lihou».
В 1066 году в ходе Нормандского завоевания Англии герцог Нормандии Вильгельм I Завоеватель потребовал помощи семьи Грант и в знак благодарности передал им земли Roque de Lihou. Таким образом, первыми сеньорами города после викингов стали Гранты. В 1143 году образован приход Нотр-Дам. В 1252 году Жанна де Гранвиль, единственная наследница, вышла замуж за Рауля д’Аргуже (фр. Raoul d’Argouges), сеньора де Гратот.

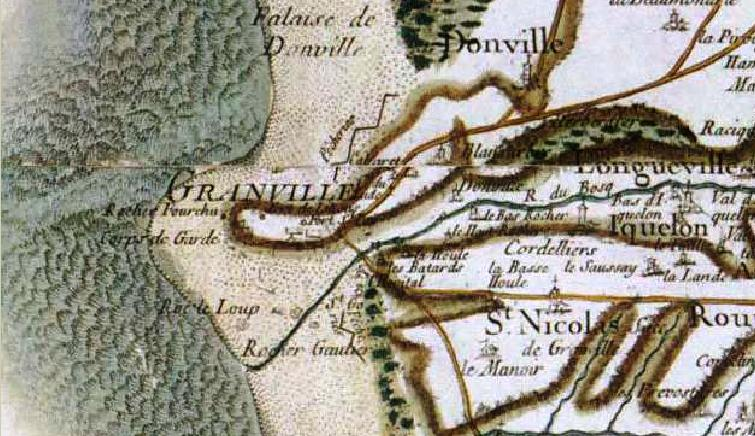
Гранвиль на карте Кассини

В 1439 году началось сооружение церкви Нотр-Дам. 26 октября 1439 года английский офицер Столетней войны, сенешаль Нормандии Thomas de Scales выкупил эти земли у Жана д’Аргуже. Король Англии Генрих VI стремился изолировать Мон-Сен-Мишель, остававшийся последним плацдармом Франции на нормандской территории, и приказал сэру Томасу построить укрепления в Гранвиле. Строительство крепости началось в 1440 году. Для большей защиты города сэр Томас приказал вырыть ров между полуостровом и материковой частью.
Однако 8 ноября 1442 года французы хитростью овладели крепостью, и далее она постоянно принадлежала Франции. Король Карл VII решил превратить Гранвиль в город-крепость, и в 1445 году выпустил грамоту, по которой жители освобождались от налогов, а городу жаловался герб. С 1450-х годов корабли Гранвиля выходили на лов рыбы к Ньюфаундленду. В 1470 году город посетил король Людовик XI. В 1492 году во Францию начали прибывать евреи из Испании, которых там преследовали по Альгамбрскому эдикту. Одна из общин образовалась в Гранвиле, а их торговые и кредитные операции позволили городу обзавестись крупным флотом.

### От каперства до морских купаний

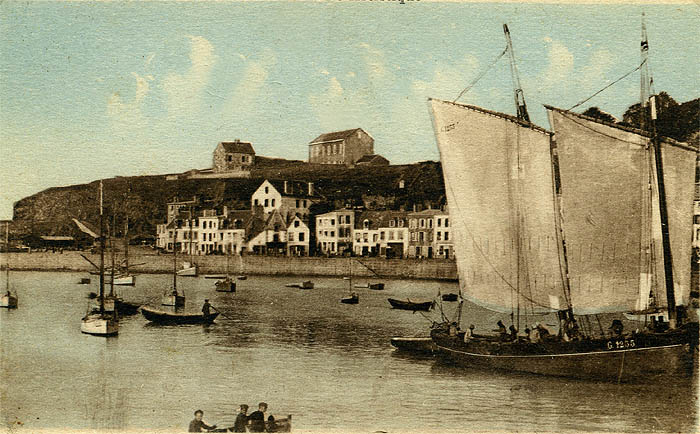
Порт Гранвиля в начале XIX века

В 1562 году модернизировали городские укрепления и в казармах города разместили военный гарнизон. Затем, в 1593 году, ключи от города поднесли Генриху IV, что свидетельствовало о важности этого поселения для французского королевства. При Людовике XIII укрепления приспособили для артиллерии. Начиная с эпохи правления Людовика XIV гранвильские суда получили права на морской разбой. В ту эпоху Гранвиль оснастил 70—80 кораблей, а Франция получила 15 адмиралов, самым известным из которых стал Жорж-Рене Плевиль-Лепелли. В 1688 году министр Лувуа распорядился снести часть укреплений города. Людовик XIV в 1692 году назначил первого мэра Гранвиля; им стал Люк Лебуше де Гастаньи. В ходе войны Аугсбургской лиги англичане обстреливали город в 1695 году, разрушив 27 домов. В тот период Вобан разработал проект модернизации укреплений, но у него не было времени реализовать этот проект.
По следам этого нападения, в 1720 году увеличили высоту городских укреплений. Затем, начиная с 1749 года, провели работы по расширению и модернизации порта, построив в 1750 году мол, существующий и в наши дни. В 1763 году пригороды сильно пострадали от пожара. В 1777 году построили новую казарму Gênes, существующую и сейчас.
Во время Великой французской революции Гранвиль был 14-15 ноября 1793 года осаждён войсками вандейцев. Потеряв около 2000 человек, повстанцы сняли осаду и отступили. 14 сентября 1803 года город снова обстреляли англичане, после чего они заблокировали его акваторию.
Начиная с 1815 года в разгар Реставрации, после длительных вооруженных конфликтов, Гранвиль решил избрать новый курс развития. В городе создали Торгово-промышленную палату; в 1823 году удлинили мол и в 1827 году заложили первый камень маяка дю Рок. Порт приобрёл свой современный облик после 1856 года, когда построили приливной портовый бассейн и шлюз. В 1860 году в городе открыли первое казино. В 1865 году построили больницу святого Петра.

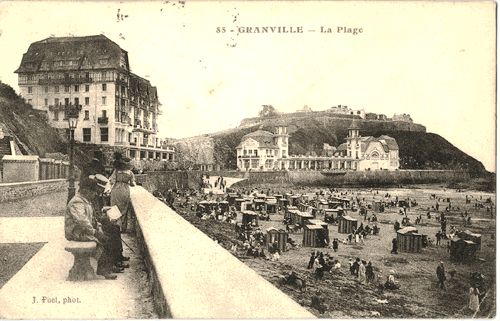
Пляж Plat Gousset в начале XX века

В 1869 году начали выпускать газету Le Granvillais, а 3 июля 1870 года в Гранвиле открыли железнодорожный вокзал на маршруте Париж — Гранвиль. После этого город стал настоящим морским курортом, куда съезжались именитые отдыхающие, в числе которых были Стендаль, Жюль Мишле, Виктор Гюго, а также родители Мориса Дени, «неожиданно» появившегося на свет в Гранвиле. На этом маршруте в 1895 году произошла железнодорожная катастрофа, известная как крушение на вокзале Монпарнас.
После 1875 года в городе провели большие строительные работы, а в 1889 году для развлечения курортников основали Общество регат Гранвиля; в 1890 году открыли ипподром, в 1912 году организовали гольф-клуб. В 1898 году построили церковь Сен-Поль.
В 1908 году в Гранвиле открыли офис по обслуживанию туристов. В 1911 году город получил новое казино, родильный дом и сберегательную кассу. В 1912 году в городе появилось электричество и торжественно открыли Normandy-Hôtel.
После завершения Первой мировой войны в Гранвиле возобновили проведение регат в 1919 году. В 1921 году город посетил его уроженец Люсьен Диор, занимавший пост министра торговли в седьмом правительстве Бриана. В 1925 году в Гранвиле построили новый вокзал и город получил статус «климатического курорта». В 1931 году последнее промысловое судно вернулось в порт от берегов Ньюфаундленда.

### Вторая мировая война
Являясь гарнизонным городом и береговым поселением, защищавшим залив Мон-Сен-Мишель, Гранвиль был первой мишенью в любых вооруженных конфликтах. 17 июня 1940 года в город вошли немецкие войска. Одиннадцать жителей Гранвиля, участвовавших в движении Сопротивления отправили в Освенцим. В отеле Нормандия расположилась комендатура и гестапо.
Город был без сражений освобождён союзниками 31 июля 1944 года, и в течение двух дней через Гранвиль проходили войска генерала Паттона, направляясь из Кутанса в Авранш.
Немецкие войска повторно оккупировали Гранвиль 9 марта 1945 года, высадив десант с Джерси; эта оккупация длилась несколько часов. 9 марта, когда Франция уже была освобождена, а войска союзников находились в 800 километрах от города, начав форсировать Рейн, остававшиеся на острове Джерси немецкие войска направили на занятие Гранвиля специальный отряд. Группа легких лодок с немецкими солдатами подошла к берегу Гранвиля ночью. Они взорвали портовые сооружения и затопили 4 грузовых корабля. В столкновении погибли 15 американских, 8 британских и 6 французских солдат. Прежде чем ретироваться, солдаты вермахта освободили 70 заключенных немцев, и пленили 5 американцев и 4 британцев.

### Современная история
В период войны за независимость Алжира в казармах Гранвиля действовал учебный центр, рассчитанный на несколько тысяч новобранцев, которых обучали здесь перед отправкой в Кабилию.
В 1970 году в Гранвиле открыли Региональный центр парусного спорта, а в 1975 году порт расширили, построив марину. В 1973 году компания Heudebert открыла в городе галетную фабрику, работающую и поныне. Пожертвования Ришара Анакреона позволили в 1980-х годах открыть музей современного искусства, а множество городских построек классифицировали как национальные исторические памятники. В 1984 году армейские подразделения покинули казармы и появилась возможность выполнить реконструкцию мыса Пуант дю Рок.
В 1991 году был открыт Музей Кристан-Диор. В 2000 году в Гранвиле создали бизнес-инкубатор, а в 2003 году новая скоростная магистраль A84 связала Гранвиль с другими агломерациями и столицами.

## Экономика
Гранвиль является крупным экономическим центром южной части департамента Манш. В управлении муниципалитета находятся порт и аэропорт. Гранвиль также является важным туристическим пунктом на побережье залива Мон-Сен-Мишель. Крупнейшими работодателями в коммуне являются Центр талассотерапии «Le Normandy», Управление водного хозяйства и галетная фабрика Lu-Heudebert, открытая в 1973 году.
Вплоть до 1984 года Гранвиль был гарнизонным городом, в котором квартировался 1-й полк морской пехоты.
Рынок устраивается по субботам на бульваре cours Jonville.
Структура занятости населения:
- сельское хозяйство — 1,8 %
- промышленность — 9,5 %
- строительство — 5,0 %
- торговля, транспорт и сфера услуг — 43,8 %
- государственные и муниципальные службы — 39,9 %

Уровень безработицы (2018) — 17,0 % (Франция в целом —  13,4 %, департамент Манш — 10,4 %). 

Среднегодовой доход на 1 человека, евро (2018) — 20 450 (Франция в целом — 21 730, департамент Манш — 20 980).

### Порт Гранвиля
Порт в Гранвиле появился в XVI веке. В наше время он управляется Торгово-промышленной палатой центрального и южного Манша и специализируется на яхтенных прогулках, рыбном промысле, торговле и перевозке пассажиров.

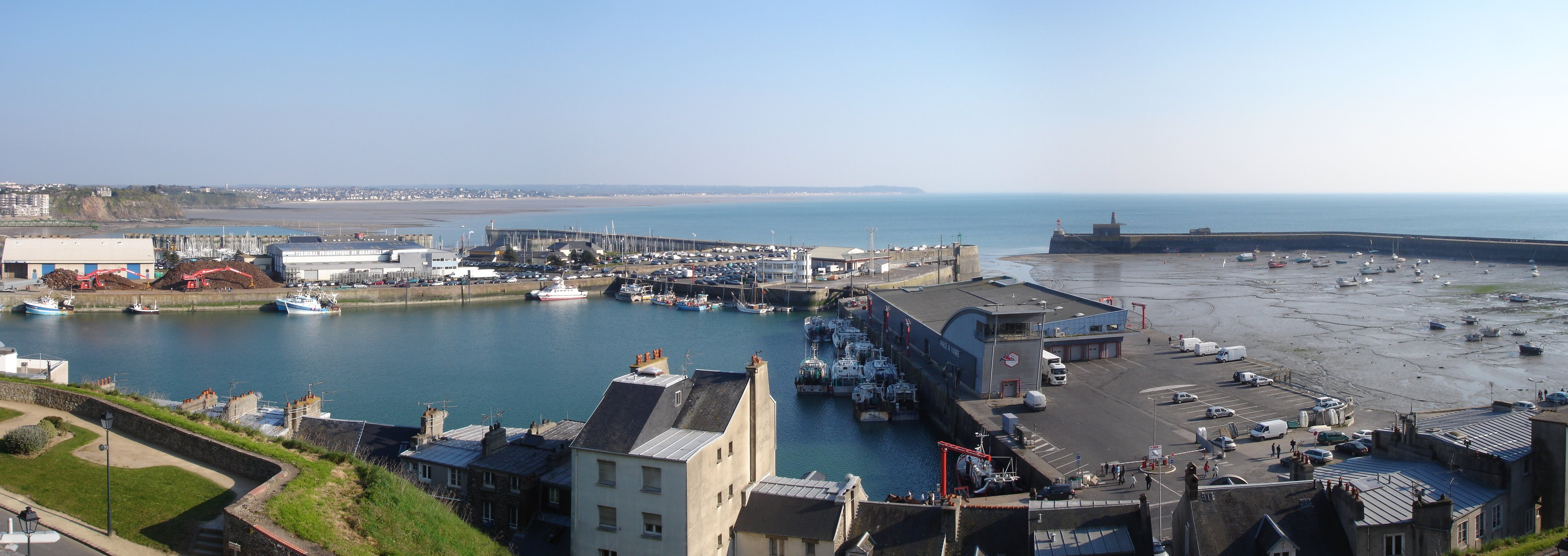
Панорама порта. Справа налево:
гавань безопасной посадки на мель, здание рыбного аукциона, рыболовный порт

Будучи в XIX веке тресковым и устричным портом, в настоящее время порт Гранвиля:
- перевозит пассажиров на скоростных катерах «Jolie-France-II», «Jeune-France-II» и катамаране «Jeune-France» в направлении островов Шозе и Нормандских островов;
- может принимать торговые суда до 18 метров ширины и до 125 метров длины, водоизмещением 5-6 тысяч тонн, преимущественно для перевозки металлолома, песка и гравия;
- основной в Нормандии порт рыбного промысла, специализирующийся на моллюсках (венерки, трубачи, глицимерисы, известные как «устрицы бедняков», а также морские гребешки), на ракообразных (омары, большие крабы, бархатные крабы, крабы-пауки), а также на рыбе (дорада, скаты, кошачьи акулы, морской язык, серебристая сайда, сибас, барабули, тресочка, каракатицы, кальмары); в порту устроен рынок морепродуктов, терминал с охлаждением и компьютеризированная система продаж. Объём промысла (без учёта искусственно выращенных) составляет порядка 16 000 тонн в год. В порте базируются около 75 оснащённых судов. Искусственно выращенные морепродукты доставляются с острова Шозе, где в год производится около 250 тонн морского петушка (фр. palourde), 5 000 тонн мидий и 100 тонн устриц;
- начиная с 1975 года в гавани Hérel оборудована яхтенная стоянка[4]. Марина принимает 3500 заходов в год; в среднем 3 яхтсмена на одном судне; годовой объем оплаты составляет примерно 787 000 Евро.

## Культура
В городе работает три музея: музей Кристиан-Диор, устроенный в родном доме модельера, показывающий культурную и творческую атмосферу эпохи Кристиана Диора, а также историю моды; музей старого Гранвиля, размещённый в королевских апартаментах, знакомит с историей поселения; музей современного искусства Ришар-Анакреон. В городе также открыт большой аквариум, расположенный на кончике мыса, где представлено множество видов рыб тропических морей и три тематические экспозиции: Феерия ракушечных, Дворец минералов и Сад бабочек.
Для культурного досуга Гранвиль располагает медиатекой Шарля де Ламорандьера в центре города, залом Archipel, многофункциональным помещением на 600 мест, театром под открытым воздухом на 400 мест, малым театром полуострова на 65 мест, недавно реконструированным кинотеатром Le Select с тремя залами и музыкальной школой.
В общественной и культурной жизни Гранвиля участвуют 64 городские ассоциации и общества.

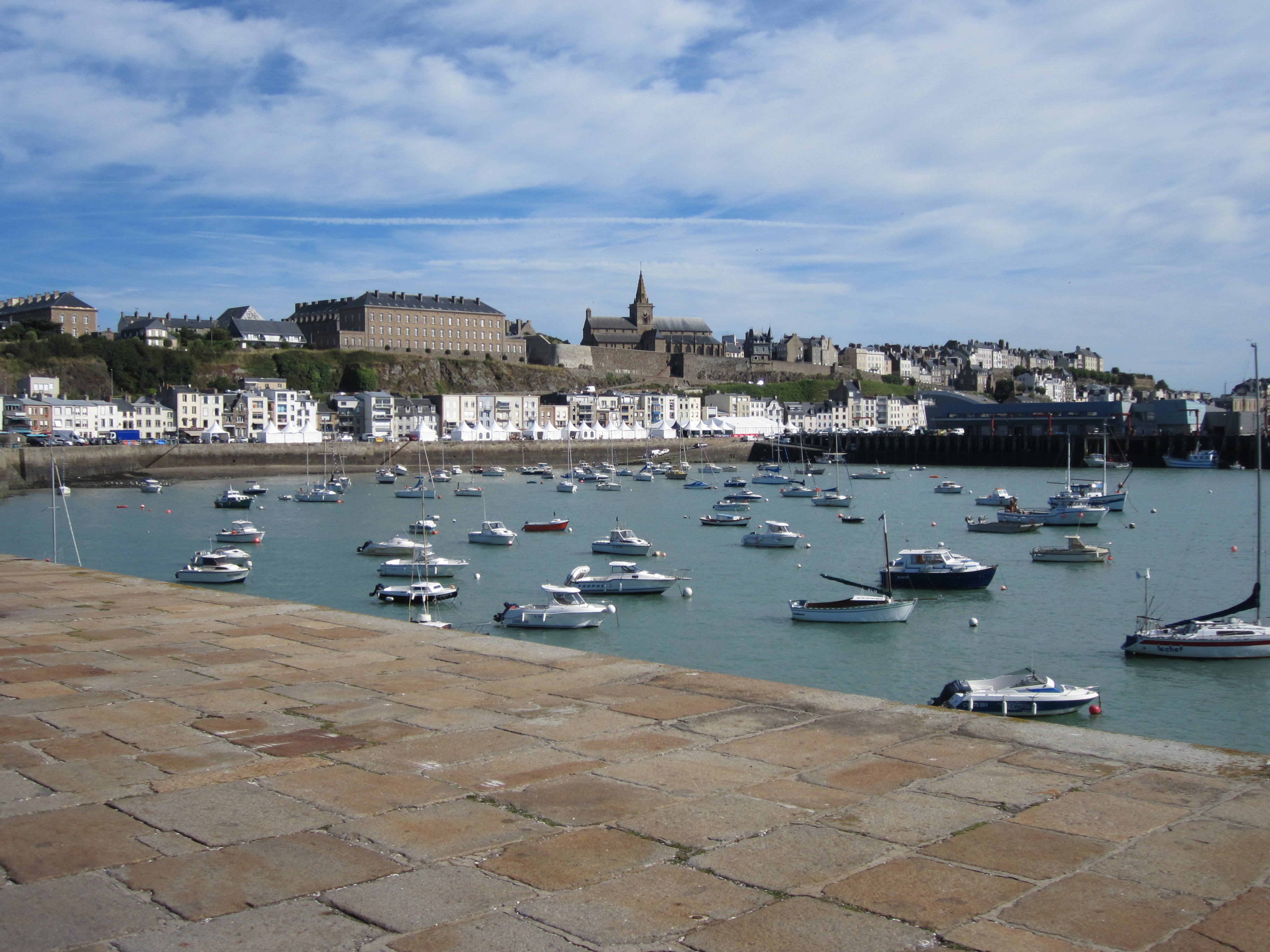
Порт Гранвиль
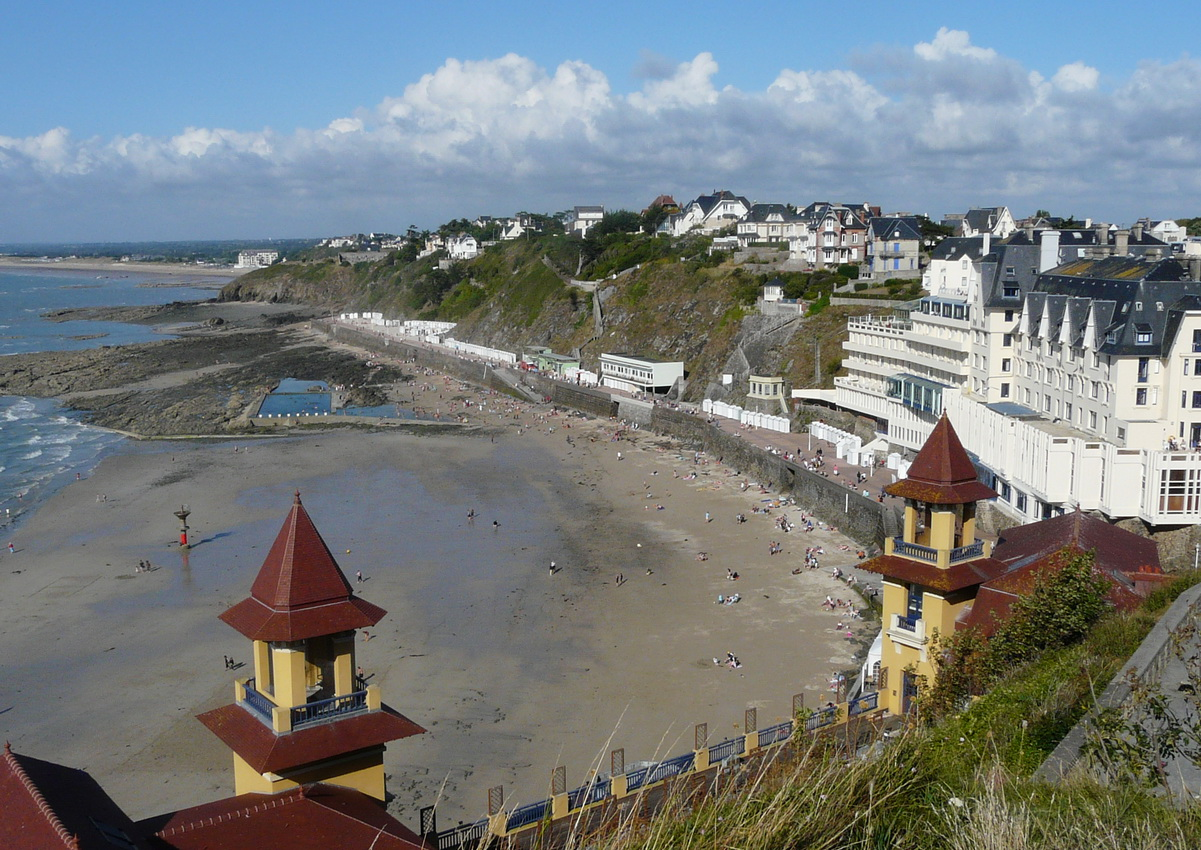
Пляж Пла-Гуссе
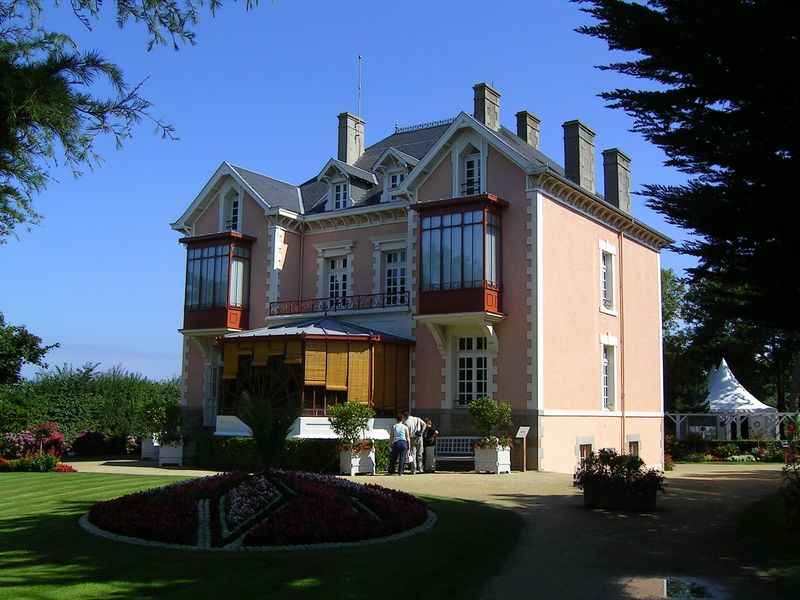
Родной дом Кристиана Диора, сейчас его музей
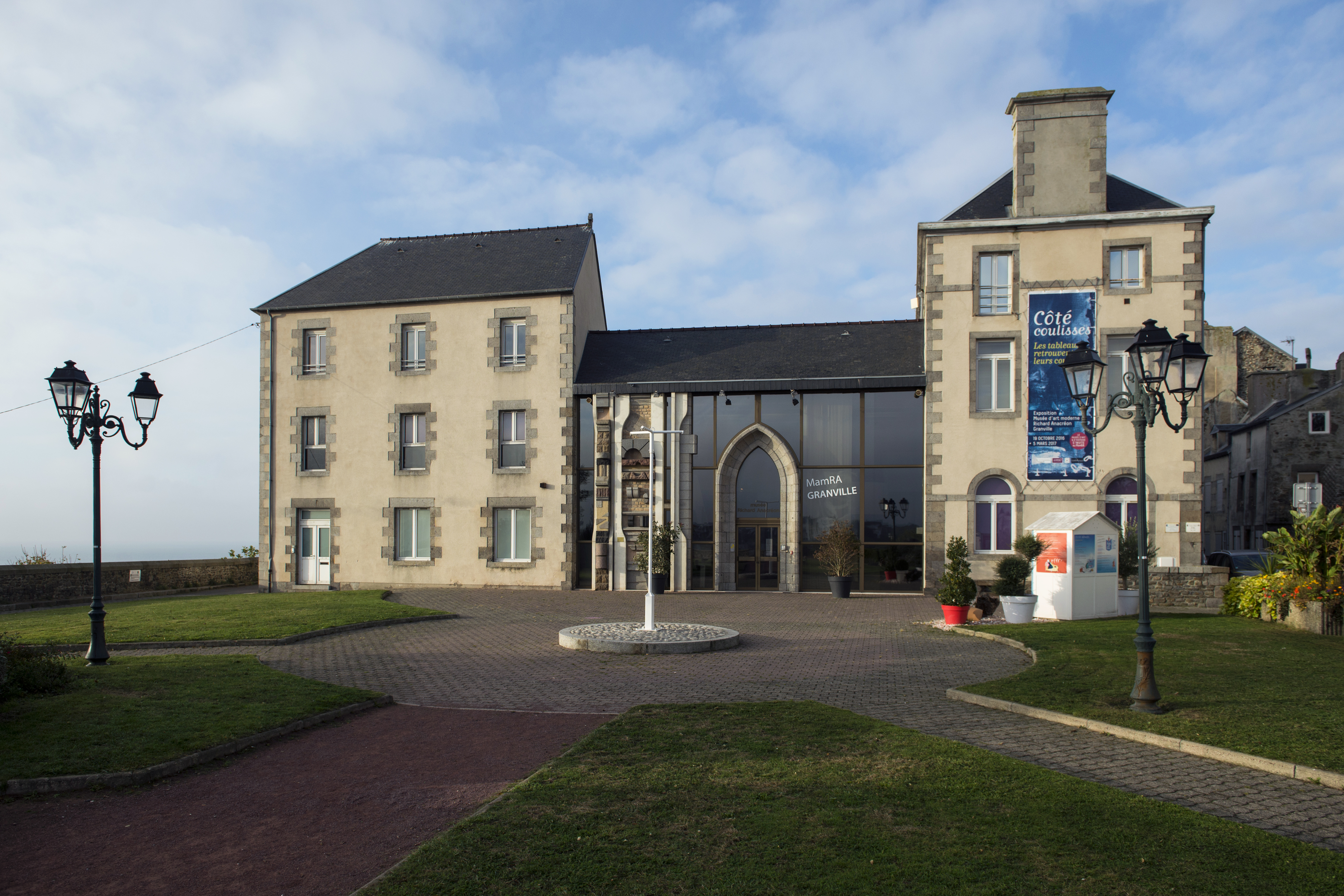
Музей современного искусства Ришар-Анакреон
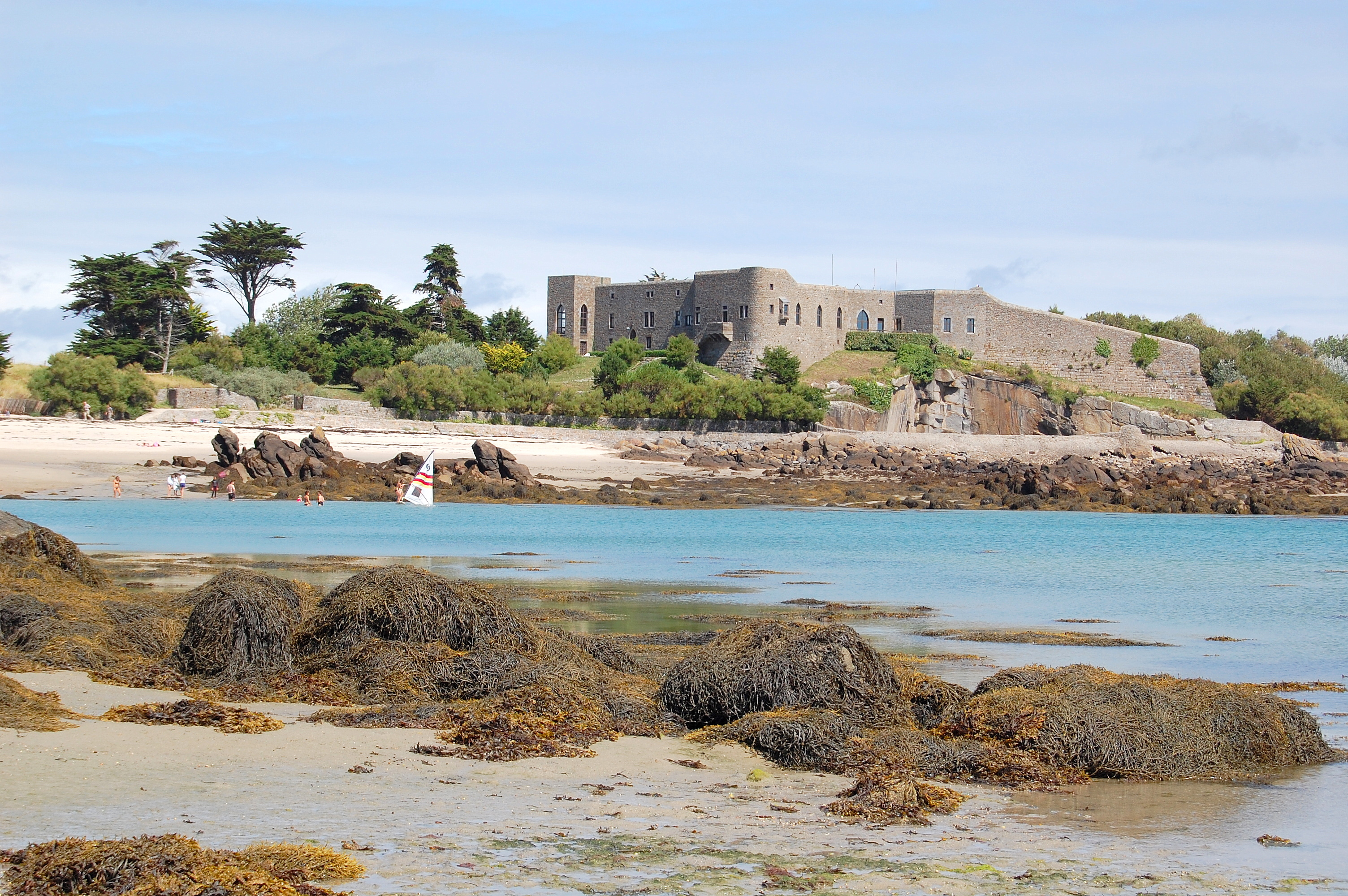
Шато Рено на острове Шози

## Достопримечательности

### Природное наследие
Гранвиль расположен в непосредственной близости от природных охраняемых объектов, среди которых залив Мон-Сен-Мишель и острова Шозе. С севера на юг через город проходит «большой пешеходный маршрут» GR 223, который начинается в Онфлёре и заканчивается в Авранше, следуя вдоль побережья Нормандии.
Имелось намерение в 1992 году включить острова Шози в сеть природоохранных территорий Евросоюза Natura 2000, однако Совет коммунального объединения в 2003 году принял решение об отказе, блокируя этот вопрос до настоящего времени.
Муниципалитет имеет на своей территории станцию водоочистки и фабрику переработки отходов. В городе внедрена система разделительного сбора мусора.

### Архитектурное наследие
Культурное наследие Гранвиля представлено множеством религиозных зданий, среди которых:
- гранитная церковь Нотр-Дам — пример английской архитектуры времён Столетней войны, построенная в XIV веке и классифицированная как исторический памятник в 1930 году
- церковь Святого Павла,
- церковь Николая Чудотворца
- протестантский храм.

О военном прошлом Гранвиля свидетельствуют уцелевшие части городских укреплений, в том числе фрагменты городской стены, подъёмный мост (Grand’ Porte) и дома XV века, разрушенные, а затем восстановленные в 1727 году, внесённые в дополнительный список исторических памятников в 2004. Также в 1758 году были построены казармы на мысе Пуант дю Рок, который господствует над поселением.
О значимости некоторых семей региона свидетельствуют шато де Гранвиль, построенный в XV веке, шато де Ла Крет и усадьба Святого Николая, построенные в 1786 году местным судовладельцем Никола Деландом.
Памятник Жоржу-Рене Плевилю-Лепелли, установленный в порту, посвящён наиболее яркой исторической личности Гранвиля.
Городское казино в стиле ар-нуво и ар-деко было построено в 1925 году, водолечебница — в 1926 году.

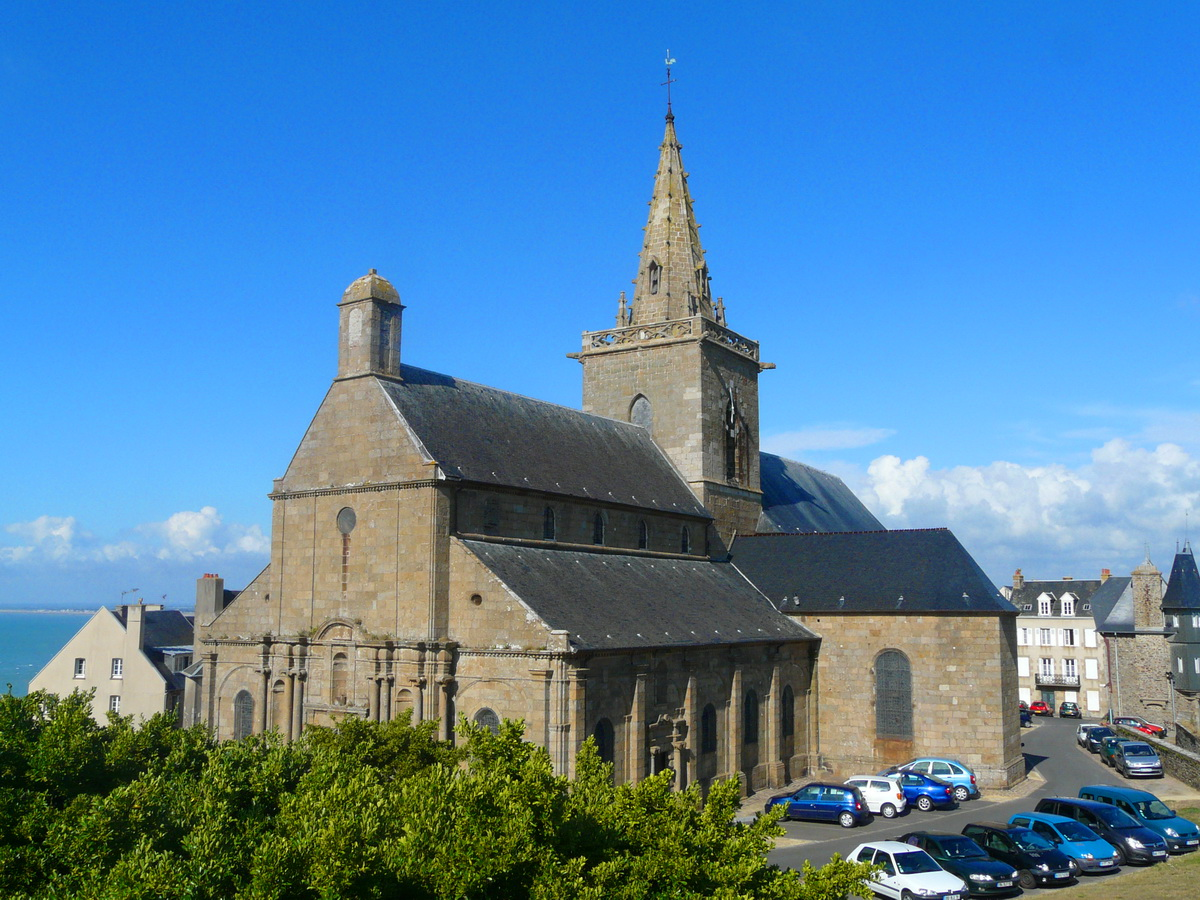
Церковь Нотр-Дам
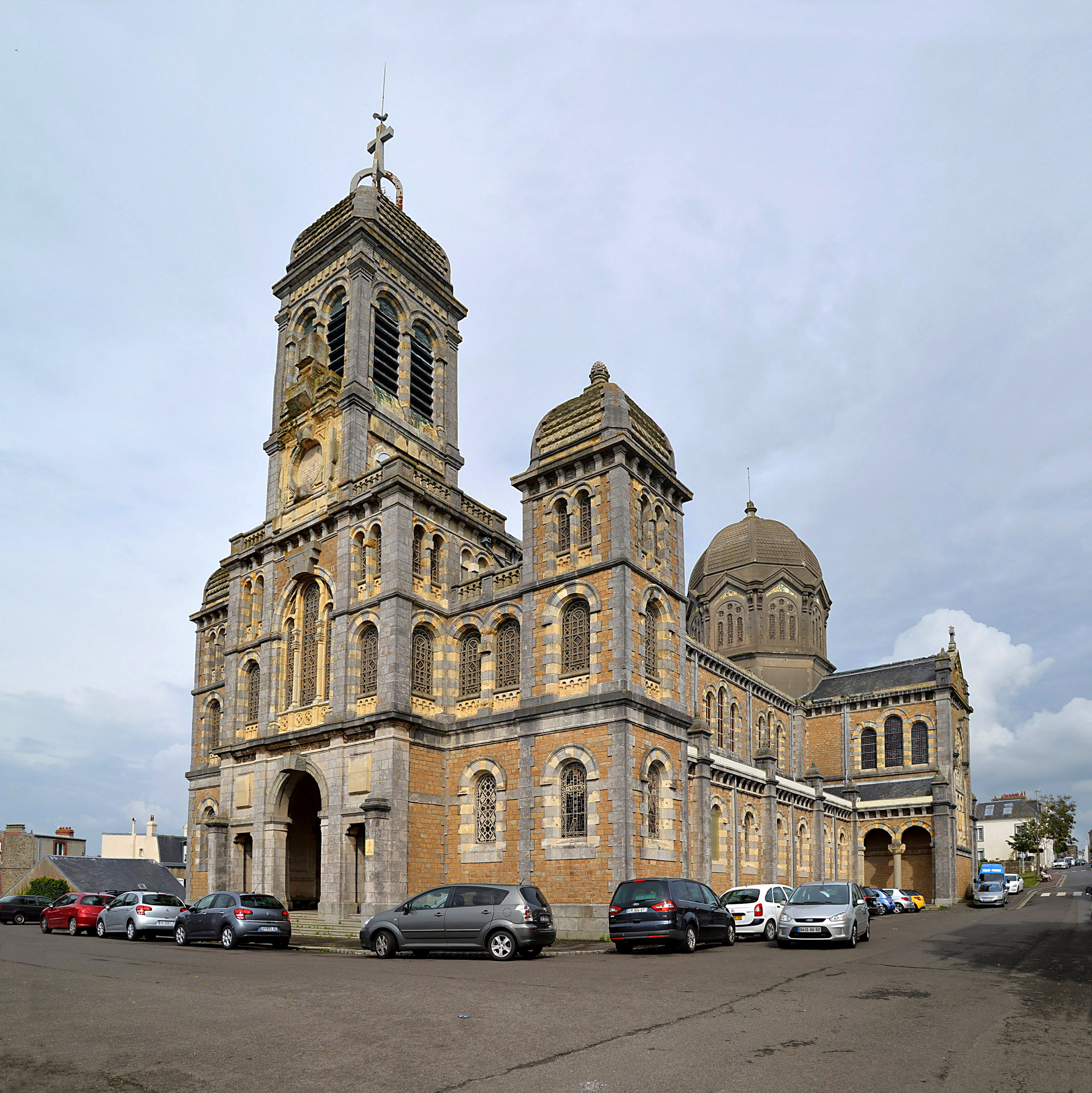
Церковь Святого Павла
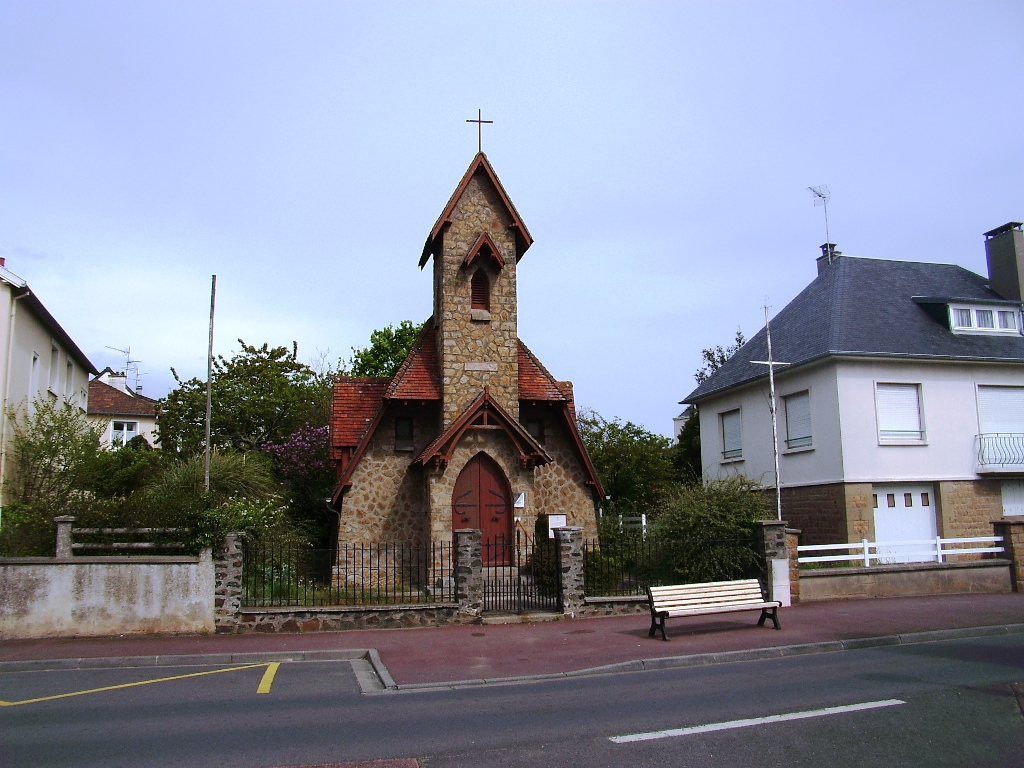
Протестантский храм
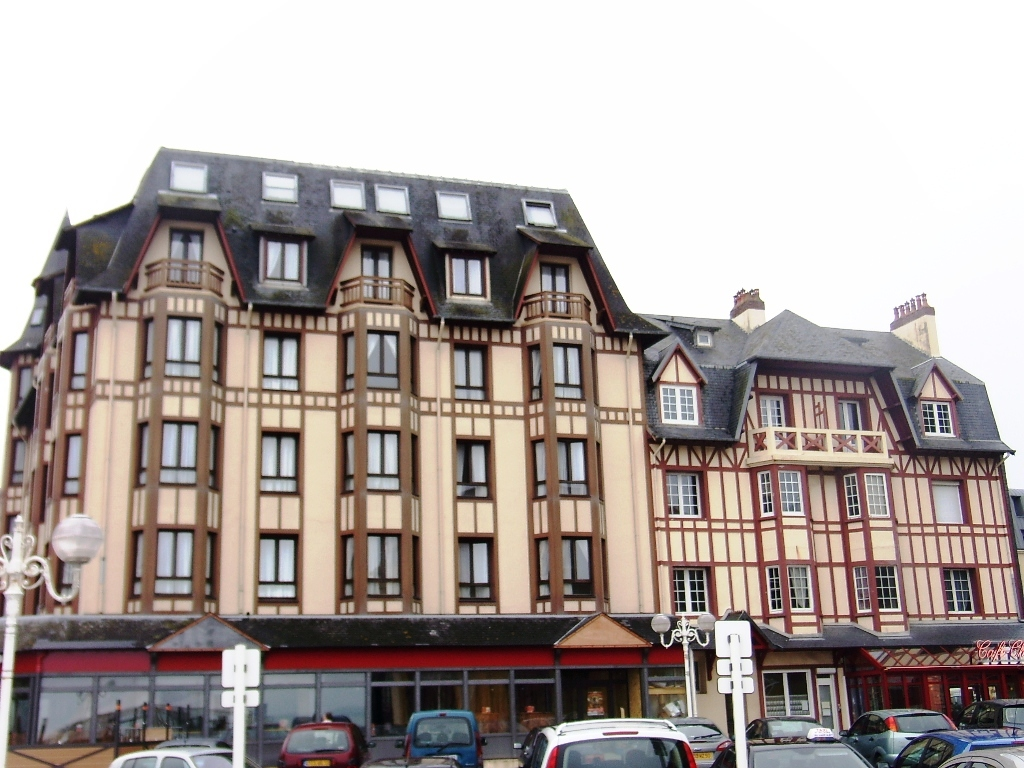
Водолечебница
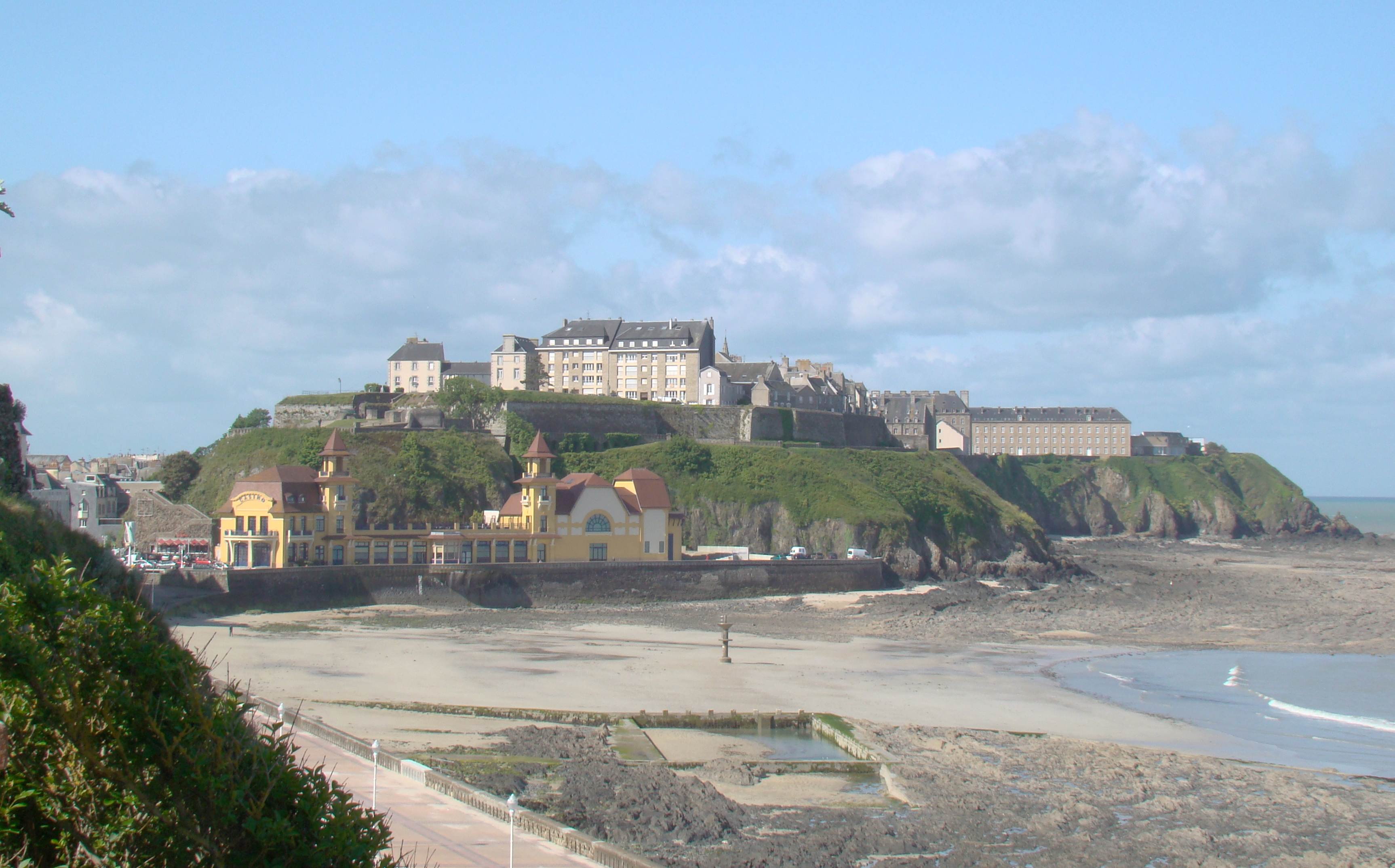
Вид на казино и верхний город

### Региональная гастрономия
Гранвиль славится своими блюдами из морепродуктов, в частности:
- Гранвильская галета с морскими гребешками в сливках
- Дорада в солевой корочке с зелёным соусом
- Морской язык по-гранвильски вместе с мидиями и пильчатой креветкой
- Сливочные морские гребешки.

По субботам в городе устраивается рынок, где можно купить местные продукты.

## Демография
Динамика численности населения, чел.

## Администрация
Пост мэра Гранвиля с 2020 года занимает Жиль Менар (Gilles Ménard ). На муниципальных выборах 2020 года возглавляемый им левый список победил во 2-м туре, получив 50,03 % голосов (из трех списков).
| Период | Период | Фамилия          | Партия                                                       | Примечания                         |
| ------ | ------ | ---------------- | ------------------------------------------------------------ | ---------------------------------- |
| 1977   | 1983   | Реми Дебюре      | Социалистическая партия                                      | преподаватель математики           |
| 1983   | 1989   | Анри Бодуэн      | Союз за французскую демократию                               | поверенный в торговом суде         |
| 1989   | 1990   | Жан-Клод Лекоссе | Объединение в поддержку Республики                           | хирург                             |
| 1990   | 1994   | Бернар Бек       | Союз за французскую демократию                               | бывший председатель Счетной палаты |
| 1994   | 2008   | Марк Вердье      | Объединение в поддержку Республики Союз за народное движение | работник банка                     |
| 2008   | 2014   | Даниэль Карюэль  | Радикальная левая партия                                     | ландшафтный дизайнер               |
| 2014   | 2020   | Доминик Бодри    | Разные правые                                                | управляющий компанией              |
| 2020   |        | Жиль Менар       | Разные левые                                                 | работник банка                     |

## Города-побратимы
Гранвиль является французским участником Douzelage — ассоциации городов-побратимов из стран Европейского Союза, в котором каждая страна представлена одним городом. Членами Douzelage, кроме Гранвиля, являются:
- Агрос, Республика Кипр
- Альтеа, Испания
- Бад-Кёцтинг, Германия
- Бандоран, Ирландия
- Белладжо, Италия
- Зволен, Словакия
- Карккила, Финляндия
- Кёсег, Венгрия
- Марсаскала, Мальта
- Мерссен, Нидерланды
- Нидеранвен, Люксембург
- Превеза, Греция
- Пренай, Литва
- Сезимбра, Португалия
- Сигулда, Латвия
- Сирет, Румыния
- Сушице, Чехия
- Трявна, Болгария
- Тюри, Эстония
- Укселёсунд, Швеция
- Уффализ, Бельгия
- Хойна, Польша
- Хольстебро, Дания
- Шерборн, Великобритания
- Шкофья-Лока, Словения
- Юденбург, Австрия

Побратимами Гранвиля также являются:
- Ривьер-дю-Лу, Канада
- Уманак, Гренландия

## Знаменитые уроженцы
- Пьер Дюмануар (1770—1829) — адмирал, участник наполеоновских войн
- Морис Оранж (1867—1916) — живописец и художник
- Морис Дени (1870—1943) — художник-символист, иллюстратор, историк и теоретик искусства
- Марин-Мари (1901—1987) — писатель и художник-маринист, совершивший несколько трансатлантических одиночных плаваний на яхтах
- Кристиан Диор (1905—1957) — модельер, основатель модного дома Christian Dior
- Жак Гамблен (1957) — актёр кино, театра и телевидения